# Wintermoor
Wintermoor (niederdeutsch/plattdüütsch Wintemaur) ist eine Ortschaft der Stadt Schneverdingen im Landkreis Heidekreis in Niedersachsen. Die östliche Nachbarortschaft heißt Wintermoor an der Chaussee und gehört zur ehemaligen Gemeinde Ehrhorn. 

## Geographie

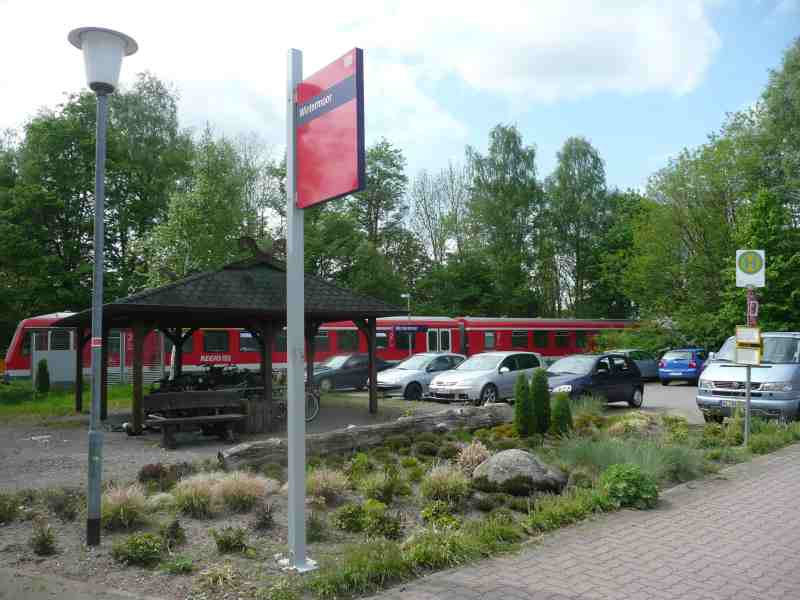
Haltestelle Wintermoor

Wintermoor liegt etwa acht Kilometer nördlich der Kernstadt Schneverdingen. 
Die ehemalige Moorlandschaft wird von der Wümme durchtrennt. Das Flüsschen markierte die Grenze zwischen dem Herzogtum Verden und dem Fürstentum Lüneburg und zeigt heute noch die Abgrenzungen zwischen Wintermoor-Geversdorf und Wintermoor a.d.Ch.

## Geschichte

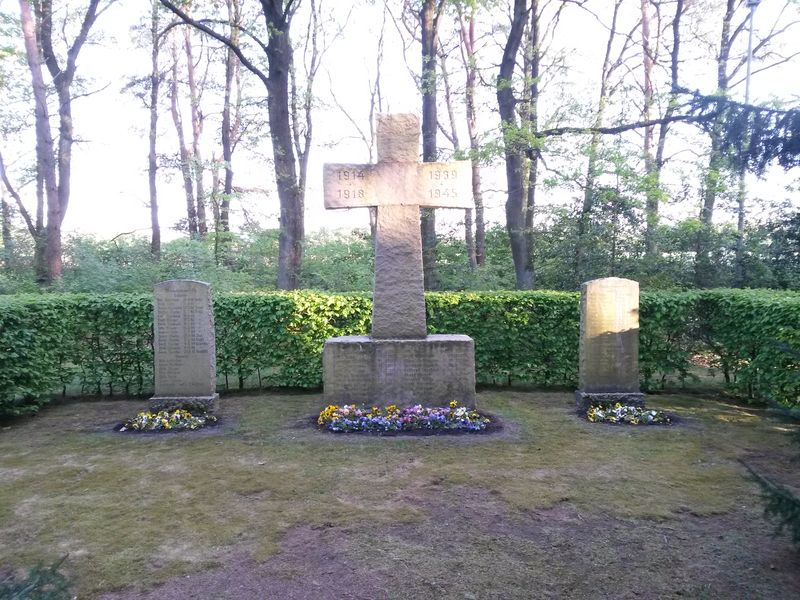
Kriegerdenkmal Wintermoor

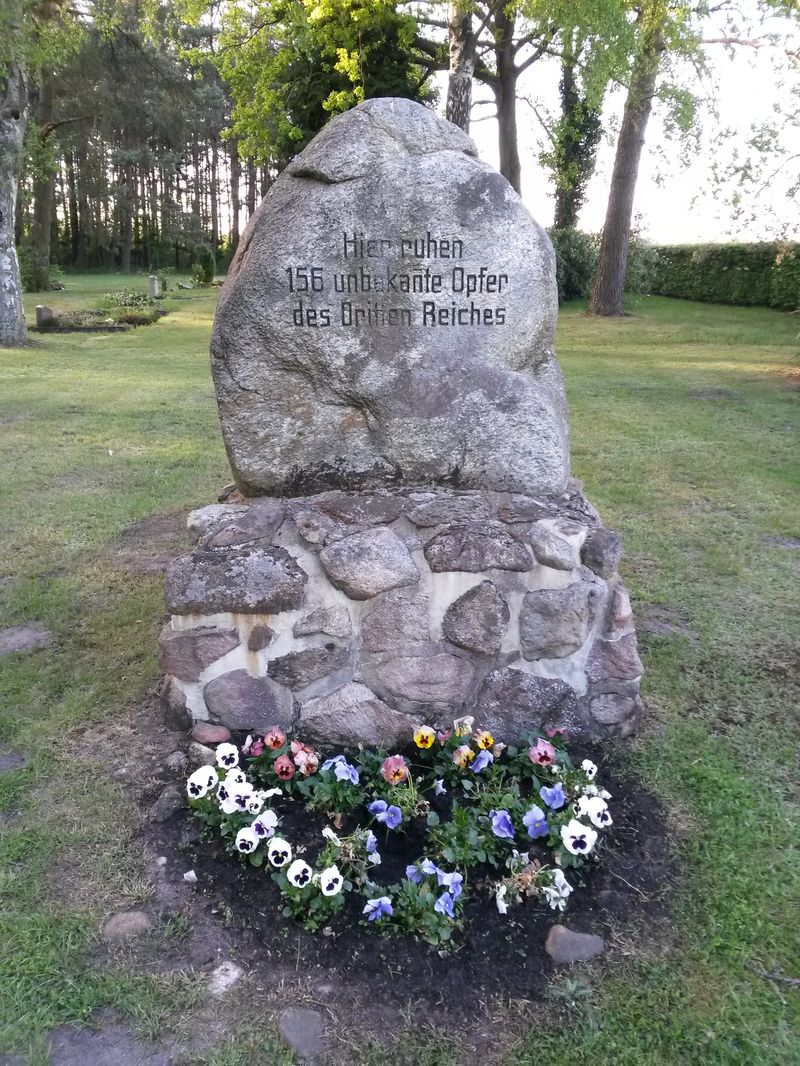
Grabstätte von 156 Opfer eines KZ-Zuges auf dem Friedhof Wintermoor

Wintermoor wurde im Rahmen der Moorkolonisierung durch das Amt Rotenburg, Vogtei Schneverdingen, im Jahre 1797 besiedelt. 
Winter-Mohr als Bezeichnung für das Gebiet in der Wümmeniederung wurde das erste Mal um 1580 im Ämteratlas des Fürstentums Lüneburg benutzt. Das Moor war im Frühjahr mit Wollgrasflöckchen bedeckt und bot vom Höpen aus einen winterlich-weißen Anblick. So entstand wahrscheinlich der Ortsname. Es war hier allerdings auch noch im Sommer nachts manchmal derartig kalt, dass der Name daher stammen könnte.

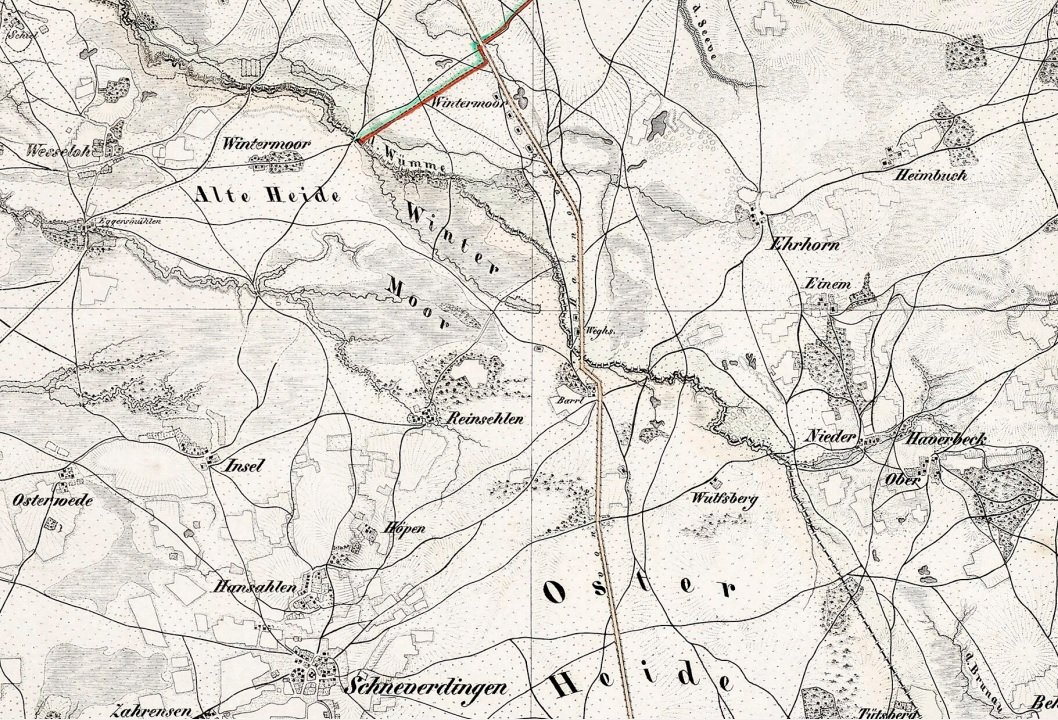
Das Wintermoor mit den beiden gleichnamigen Ortschaften im Jahr 1836

## Eingemeindung
Am 1. März 1974 wurde Wintermoor in die Gemeinde Schneverdingen eingegliedert.

## Politik
Bürgermeister der Gemeinde Wintermoor waren: 
- Georg Meyer
- Otto Kohrs
- Heinrich Oetjen
- Siegfried Riebesell-Baden

Ortsvorsteher nach 1974 waren: 
- Edwin Litz
- Uta Gottwald
- Rainer Inselmann
- Dennis Niebuhr
- Hendrikje Köster

## Kultur und Sehenswürdigkeiten

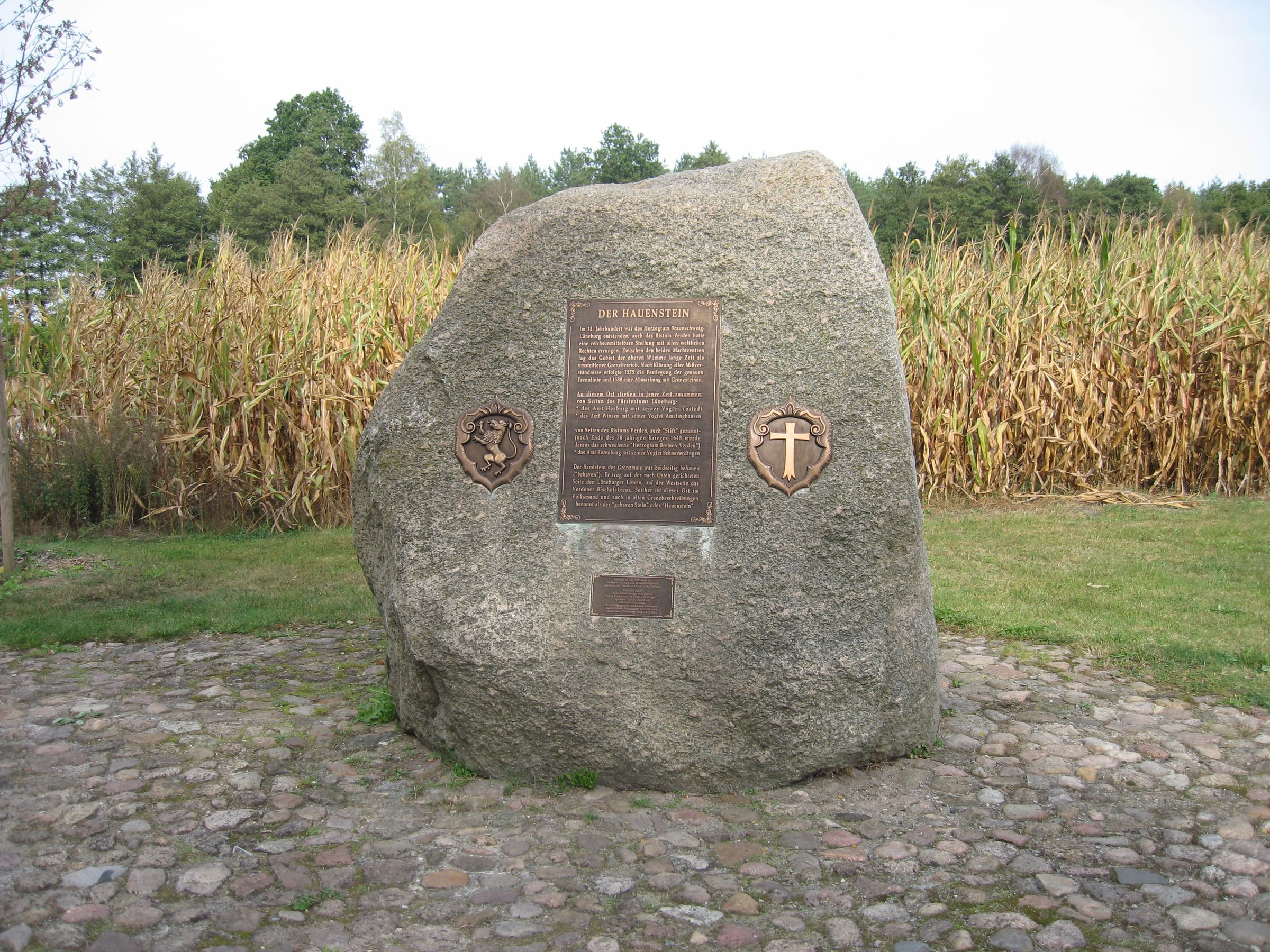
Der Hauenstein erinnert an die historische Grenze des Herzogtums Braunschweig-Lüneburg und des Bistums Verden

- An der Stelle des historischen Hauensteins (niederdeutsch behaven = behauener Stein) erinnert heute dieser 2007 gesetzte Findling an den Grenzstein, der hier seit dem Mittelalter den umstrittenen Grenzbereich der oberen Wümme zwischen dem Herzogtum Braunschweig-Lüneburg und dem Bistum Verden festigte. 1575 wurde die Grenze endgültig festgelegt und 1580 mit Grenzsteinen markiert, nachdem seit dem 13. Jahrhundert Streitigkeiten um dieses Gebiet geherrscht hatten. An diesem Drei-Grenzen-Eck trafen sich das Amt Harburg vom Fürstentum Lüneburg mit seiner Vogtei Tostedt, das Amt Winsen mit seiner Vogtei Amelinghausen sowie von Seiten des Bistums Verden das Amt Rotenburg mit seiner Vogtei Schneverdingen.[3]

## Vereine
Die Freiwillige Feuerwehr Ehrhorn/Wintermoor wurde 1947 gegründet. Der Schützenverein Erika wurde 1953 gegründet.
Weitere Vereine in Wintermoor sind der Sportverein SG Wintermoor 68, der die Sportarten Fußball, Tischtennis, Judo, Gymnastik, Kinderturnen und Zumba anbietet, die Volkstanzgruppe Wintermoorer Moorkluten und der Wintermoorer Oldtimer Club.

## Wirtschaft und Infrastruktur
Durch den Ort verläuft die Kreisstraße 32. 